# Schwalldorf
Schwalldorf [ʃvaldɔʁf] is een plaats in de Duitse gemeente Rottenburg am Neckar, deelstaat Baden-Württemberg, en telt 781 inwoners (2008).
Bad Niedernau · Baisingen · Bieringen · Dettingen · Eckenweiler · Ergenzingen · Frommenhausen · Hailfingen · Hemmendorf · Kiebingen · Obernau · Oberndorf · Schwalldorf · Seebronn · Weiler · Wendelsheim · Wurmlingen